# Referendum za volitve v državni zbor
Referendum za volitve v državni zbor je bil predhodni zakonodajni referendum, izveden 8. decembra 1996. To je bil prvi referendum v samostojni Sloveniji. Volivci so imeli na izbiro tri volilne sisteme: večinskega, proporcionalnega in mešanega. Nobeden od predlogov ni dobil zadostne 50% podpore, zato rezultati niso bili udejanjeni. Kasneje je ustavno sodišče ugotovilo, da je bil na referendumu sprejet večinski sistem. Poslanci Državnega zbora so odločitev sodišča zaobšli tako, da so spremenjen proporcionalni volilni sistem zapisali v ustavo.

## Ozadje
Konec leta 1995 je stranka SDSS v državni zbor vložila predlog zakona o volilnem sistemu. Med drugim je predlog zakona namesto proporcionalnega uvajal večinski sistem, ukinjal je nacionalne liste in zviševal je volilni prag za vstop v Državni zbor iz 3% na 5%. Zakon ni bil sprejet.
Pred volitvami v državni zbor 1996 je SDSS začela zbirati podpise za referendum za zakon, ki je predvideval dvokrožni volilni sistem. Zbrala je 43.710 podpisov. Za tem je 35 poslancev Državnega sveta vložilo predlog z mešanim volilnim sistemom in 30 poslancev Državnega zbora predlog s proporcinalnim volilnim sistemom z obveznim preferenčnim glasom.

## Referendumsko vprašanje
Na referendumu se je glasovalo o naslednjih referendumskih vprašanjih: 
a) na zahtevo Državnega sveta Republike Slovenije o vprašanju, ki se glasi: "Ali ste za to, da se volilni zakon spremeni tako, da ima vsak volivec dva glasova: s prvim glasom po večinskem dvokrožnem volilnem sistemu izvoli poslanca svojega volilnega okraja (skupaj 44), z drugim glasom pa po proporcionalnem sistemu izvoli poslanca iz strankarske ali nestrankarske liste, pri čemer je drugi glas hkrati odločilen za proporcionalno delitev vseh 88 mandatov?" 
b) na zahtevo 43.710 volivk in volivcev o vprašanju, ki se glasi: "Ali ste za to, da se z zakonom o spremembah in dopolnitvah zakona o volitvah v Državni zbor volilni sistem uredi drugače, kot je predlagano, in sicer tako: - da se bo v Sloveniji oblikovalo 88 volilnih okrajev na približno enako število prebivalcev, - da bo v vsakem volilnem okraju izvoljen en poslanec, - da bo za poslanca izvoljen kandidat, ki bo v svojem volilnem okraju prejel večino glasov vseh volivcev, ki bodo v tistem volilnem okraju glasovali, - da bosta v primeru, da v prvem krogu volitev noben izmed kandidatov ne bo dobil zahtevane večine glasov, kandidata z največ glasovi prišla v drugi krog volitev, v katerem bo izvoljen tisti, ki bo dobil več glasov?" 
c) na zahtevo 30 poslank in poslancev o vprašanju, ki se glasi: "Ali ste za to, da se zakon o volitvah v državni zbor spremeni tako, - da bo število poslanskih mandatov, ki jih bodo v parlamentu dobile posamezne liste kandidatov, sorazmerno deležu za njihove kandidate oddanih glasov; - da bo celotno območje Republike Slovenije ena volilna enota; - da bo volivkam in volivcem omogočeno oddati svoj glas kateremukoli kandidatu oziroma kandidatki; - da bodo izvoljeni po vrstnem redu tisti kandidati oziroma kandidatke s posamezne kandidatne liste, ki so dobili največje število glasov?"

## Navodilo na glasovnici
- Glasujete tako, da pri posameznem referendumskem vprašanju obkrožite besedo "ZA" ali besedo "PROTI";
- Besedo "ZA" lahko obkrožite samo pri enem referendumskem vprašanju;
- Besedo "PROTI" lahko obkrožite pri vseh referendumskih vprašanjih, razen pri vprašanju, pri katerem ste obkrožili besedo "ZA";
- Pri posameznem referendumskem vprašanju se lahko tudi ne opredelite in ne obkrožite niti besede "ZA" niti besede "PROTI".

Glasovnica bo neveljavna, če se volivec ne bo opredelil do nobenega od referendumskih vprašanj, ali če bo obkrožil besedo "ZA" pri več referendumskih vprašanjih, ali če bo pri posameznem referendumskem vprašanju obkrožil tako besedo "ZA" kot besedo "PROTI". Glasovnica bo neveljavna tudi v drugih primerih, če iz nje ne bo mogoče ugotoviti volje glasovalca (drugi odstavek 3. člena Zakona o načinu glasovanja in o ugotavljanju izida glasovanja na referendumu o volilnem sistemu (ZNGUIG), Uradni list RS, št. 57/96). 

## Rezultati

### Možnost A: Mešani sistem
| Odziv | Št.glasov | %     |
| ----- | --------- | ----- |
| Za    | 83.864    | 14,38 |
| Proti | 237.041   | 40,64 |

### Možnost B: Dvokrožni večinski sistem
| Odziv | Št. glasov | %     |
| ----- | ---------- | ----- |
| Za    | 259.687    | 44,52 |
| Proti | 139.384    | 23,90 |

### Možnost C: Proporcionalni sistem
| Odziv | Št. glasov | %     |
| ----- | ---------- | ----- |
| Za    | 152.784    | 26,19 |
| Proti | 207.965    | 35,65 |

### Skupni podatki
| Odziv                            | Št.glasov | %    |
| -------------------------------- | --------- | ---- |
| Proti vsem predlogom             | 32.974    | 4,11 |
| Neveljavne ali prazne glasovnice | 56.907    | 9,76 |
| Skupaj glasov                    | 583.297   | 100  |
| Udeležba                         | 37,9      | 37,9 |

## Po referendumu
Ker nobeden od predlogov ni dobil zadostne 50% podpore, rezultati niso bili udejanjeni. Udeležba je bila za ta čas nizka, le 37,9 %.  Vzrok naj bi bil, sodeč po rezultatih javnomnenjskih raziskav, premajhna informiranost volilcev.

### Ustavna presoja
Na predlog predlagateljev referenduma je leta 1998 rezultate ponovno pregledalo ustavno sodišče, ki je ugotovilo, da je bil na referendumu sprejet večinski sistem. Ustavno sodišče je sprejelo to odločbo s petimi glasovi proti trem. Pritrdilno mnenje so podali predsednik Šturm (pritrdilno ločeno mnenje) ter sodniki Geč-Korošec, Jambrek, Jerovšek in Zupančič, odklonilna ločena mnenja pa sodniki Wedam-Lukić, Krivic in Testen. V odločbo so med drugim zapisali: "Na izvedenem referendumu se je izkazalo /.../, da je le predlog 43.710 volilk in volilcev od vseh treh konkurenčnih predlogov dobil več glasov “za“ kot “proti“ (ZA: 259.687, PROTI: 139.384, oziroma v odstotnih deležih ZA: 65%, PROTI: 35%). Predlog volilk in volilcev bi bil izglasovan celo v primeru, da bi se tudi neveljavne glasovnice in glasovi volilcev, ki niso oddali glasovnice, štele kot glasovi “proti“ temu predlogu (v tem primeru bi bil izid ZA: 259.687, PROTI: 196.374, oziroma v odstotnih deležih ZA: 57%, PROTI: 43%.)."
Kljub temu večinski sistem ni bil sprejet, ker spremembe v državnem zboru ni podprlo zadostno število poslancev.

### Vpis proporcionalnega volilnega sistema v Ustavo
Namesto uresničitve volje ustavnega sodišča so poslanci Državnega zbora preko posebne za ta namen ustanovljene Komisije za volilni sistem in ustavne spremembe sprejeli ustavni zakon, ki je dopolnil 80. člen Ustave Republike.Slovenije. V njem je med drugim zapisano, da se poslanci volijo po načelu sorazmernega predstavništva, volilni prag pa se je dvignil na 4%. Spremembo ustave so po dolgotrajnih pogajanjih podprli poslanci strank LDS, ZLSD, DeSUS in SLS.